# Psycho Circus (песня)
«Psycho Circus» — песня группы Kiss, первый трек их студийного альбома 1998 года Psycho Circus.
Также песня была издана отдельным синглом (с песней «In Your Face» на стороне «Б»). (Это был так называемый лид-сингл с альбома Psycho Circus, то есть его выход предшествовал выходу альбома.)
В США «Psycho Circus» стала первой в карьере группы Kiss песней, достигшей 1 места в чарте Hot Mainstream Rock Tracks журнала «Билборд». (В этот чарт попадают песни, наиболее часто проигрываемые на мейнстримных рок-радиостанциях.)
По итогам года песня была номинирована на премию «Грэмми» в категории «Лучшая работа в стиле хард-рок», но уступила песне «Most High» в исполнении Роберта Планта и Джимми Пейджа.

## История создания
Пол Стэнли написал эту песню с Кёртисом Куомо.
На лид-гитаре на записи играет Томми Тайер, на басу Брюс Кулик, на ударных Кевин Валентайн.

## Участники записи
- Пол Стэнли - основной и бэк-вокал, ритм-гитара, дополнительная гитара
- Брюс Кулик - бас-гитара, бэк-вокал
- Томми Тайер - лид-гитара
- Кевин Валентайн - ударные, перкуссия

## Музыкальный стиль
«Энциклопедия KISS» вкратце описывает песню так:
[Песня] «Psycho Circus» начинается, что довольно логично, с цирковой музыки, перерастая в классический KISS.